# Йордан, Генрих
Генрих Йордан (нем. Heinrich Jordan; 30 сентября 1833, Берлин, Пруссия, — 10 ноября 1886, Кёнигсберг, Германия) — немецкий филолог и историк.
С 1867 года стал ординарным профессором классической филологии в Кёнигсбергском университете; в 1875—1876 годах был ректором университета.
Наиболее известен трудами по истории и географии города Рима в античные времена: «Topographie der Stadt Rom im Alterthum» (1870—1885); «Forma urbis Romae» (1874); «Capitol, Forum und Sacra Via zu Rom» (1881); «Morsyas auf dem Forum in Rom» (1883). Написал также «M. Catonis praeter librum de re rustica quae extant» (Лпц., 1860); «Scriptores historiae Augustae» (т. I, Берл., 1864); «Kritische Beiträge zur Geshichte der lateinischen Sprache» (1879).
Генрих Йордан был женат на Анне Дройзен (1842—1918), дочери известного историка Иоганна Густава Дройзена.